# National Council of Women of Thailand
National Council of Women of Thailand (NCWT) är en kvinnoorganisation i Thailand, grundad 1957.
Det grundades som en paraplyorganisation för att samla och ena landets olika kvinnogrupper och därmed dess kvinnorörelse.